# Filip Gorélenko
Filip Danílovich Gorélenko (en ruso: Фили́пп Дани́лович Горе́ленко, Ilinkino, 25 de noviembre de 1888  – Leningrado, 25 de enero de 1956) fue un líder militar soviético que combatió durante la Segunda Guerra Mundial en las filas del Ejército Rojo donde alcanzó el grado de teniente general y fue galardonado con el título de Héroe de la Unión Soviética. 

## Biografía
Gorélenko nació el 25 de noviembre de 1888 en la pequeña localidad rural de Ilinkino, actual raión de Kushchóvskaya del Krai de Krasnodar en Rusia, en el seno de una familia de campesinos ucranianos.
Fue reclutado por el Ejército Imperial Ruso en 1911. Al año siguiente se graduó en el equipo de entrenamiento del 6.º Regimiento de Infantería de Libau, y desde entonces sirvió y combatió en la Primera Guerra Mundial en el mismo regimiento. En 1914 se graduó en la escuela de Alférez. En 1917, durante la guerra civil rusa, se unió a la Guardia Roja donde comandó un destacamento y al año siguiente se unió al Ejército Rojo de Obreros y Campesinos, donde primero comandó un regimiento de fusileros de la 1.ª División de Fusileros del 10.º Ejército, luego comandó la 59.ª División de Fusileros y finalmente asumió el puesto de inspector adjunto del 10.º Ejército.
Después del final de la guerra civil, desde febrero de 1921, Gorelenko estuvo al servicio del cuartel general del 11.º Ejército. A partir de junio de 1921, sirvió en el Distrito Militar del Cáucaso Norte: inicialmente como comandante de la 2.ª Brigada Independiente de Fusileros de Daguestán; desde septiembre de 1922, fue comandante del 38.º Regimiento de Fusileros de la 13.ª División de Fusileros de Daguestán; desde febrero de 1923, asumió el liderazgo del 25.º Regimiento de Fusileros de la 9.ª División de Fusileros del Don; y finalmente en agosto de 1924, fue nombrado comandante adjunto del 84.º Regimiento de Fusileros de la 28.ª División de Fusileros de Montaña.
En 1923, se graduó en la Escuela Superior de Fusileros Tácticos del Estado Mayor del Ejército Rojo, conocidos popularmente como cursos «Vystrel», y en 1924 completó varios cursos de mando del Distrito Militar del Cáucaso Norte. En octubre de 1924, fue transferido al Distrito Militar de Moscú como subcomandante del 42.º Regimiento de Fusileros de la 14.ª División de Fusileros y, a partir de octubre de 1928, comandante del 142.º Regimiento de Fusileros de la 48.ª División de Fusileros. Desde 1928, fue miembro del Partido Comunista de la Unión Soviética.
De junio de 1937 a agosto de 1939, fue comandante de la 14.ª División de Fusileros. De agosto de 1939 a julio de 1940, dirigió el 50.º Cuerpo de Fusileros durante la Guerra de Invierno con Finlandia. En febrero de 1940, partes de su cuerpo rompieron la Línea Mannerheim, junto con el 34.º Cuerpo de Fusileros, y avanzaron hacia el norte. Después de superar las defensas finlandesas las tropas de Gorélenko, alcanzaron la ciudad de Víborg. Por su hábil liderazgo del cuerpo y su valentía personal, el 21 de marzo de 1940, Gorelenko recibió el título de Héroe de la Unión Soviética. Fue el único comandante de cuerpo que recibió este título al final de la guerra.
En julio de 1940, fue nombrado subcomandante del Distrito Militar de Leningrado. El 28 de enero de 1941, asumió el mando del 7.º Ejército. Al comienzo de la Guerra de Continuación, en junio de 1941, luchó con su ejército contra los ejércitos finlandés y alemán en Carelia, retirándose hasta la línea del río Svir. El 24 de septiembre de 1941, fue destituido y sustituido por el general Kiril Meretskov, mientras que Gorélenko fue nombrado como su segundo al mando. El 9 de noviembre de 1941 fue restituido como comandante del 7.º Ejército. El 16 de mayo de 1942, asumió el mando del 32.º Ejército, cargo que ocupó hasta el final de la guerra. Participó en la ofensiva de Víborg-Petrozavodsk (1944) donde las tropas bajo su mando fueron las primeras en alcanzar la frontera soviético-finlandesa anterior a la guerra.
Tras la guerra, de 1945 a 1949, trabajó como subcomandante del Distrito Militar del Mar Blanco y posteriormente, de 1949 a 1950, asumió la presidencia de la asociación paramilitar DOSAAF de la República Socialista Soviética Carelo-Finesa. En 1951 se retiro del servicio activo en el ejército.
Murió el 25 de enero de 1956 en Leningrado y fue enterrado en el cementerio de Bogosloskoye.

## Promociones
- Kombrig (29 de noviembre de 1935)
- Komdiv (4 de noviembre de 1939)
- Komkor (21 de marzo de 1940)
- Teniente general (4 de junio de 1940).[3]

## Condecoraciones
A lo largo de su carrera militar, Filip Gorelenko recibió las siguientes condecoraciones
|  | Héroe de la Unión Soviética (21 de marzo de 1940)                                                                                   |
|  | Orden de Lenin, tres veces (15 de enero de 1940, 21 de marzo de 1940 y 21 de febrero de 1945)                                       |
|  | Orden de la Bandera Roja, cuatro veces (20 de febrero de 1928, 22 de febrero de 1938, 3 de noviembre de 1944 y 24 de junio de 1948) |
|  | Orden de Kutúzov de 1.er grado (21 de julio de 1944)                                                                                |
|  | Medalla por la Defensa del Ártico Soviético (1945)                                                                                  |
|  | Medalla por la Victoria sobre Alemania en la Gran Guerra Patria 1941-1945 (1945)                                                    |
|  | Medalla del 20.º Aniversario del Ejército Rojo de Obreros y Campesinos (1938)                                                       |
|  | Medalla del 30.º Aniversario de las Fuerzas Armadas de la URSS (1948)                                                               |